# Kasteel van Zuurbemde
Het Kasteel van Zuurbemde is een kasteel in de tot de Vlaams-Brabantse gemeente Glabbeek behorende plaats Zuurbemde, gelegen aan Zuurbemde 35.

## Geschiedenis
Feitelijk is dit een landhuis dat is gebouwd op de plek waar eens het feodale kasteel van het leengoed Zuurbemde stond. Dit was al eeuwen geleden gesloopt, want in 1650 bestond daar enkel de motte, wat puin en enkele vervallen bouwsels. Het lag nabij de oever van de Velp.
Het huis werd gebouwd in opdracht van Edmond de la Coste, die getrouwd was met een dochter van de laatste heer van Zuurbemde. In 1858-1860 werd het landhuis gebouwd. Het betrof een groot woonhuis dat van twee gebogen zijvleugels werd voorzien.
Toen Edmond in 1870 stierf bezat hij 137 hectare. Omstreeks 1880 werden -in opdracht van Edmond's zoon Paul-Alexandre de la Coste, nog enkele dienstgebouwen bijgebouwd. Ook was er een ijskelder.
In 1901, na het overlijden van Thérèse de la Coste, werd het domein gesplitst en verkocht. Het kasteel, met omringende 10 ha, werd in gebruik genomen als weeshuis. In 1914 werd het kasteel door brand getroffen.
In 1965 kwam er een rusthuis in het kasteel, aanvankelijk Levensvreugd en later Arcadia genaamd.